# گریزن

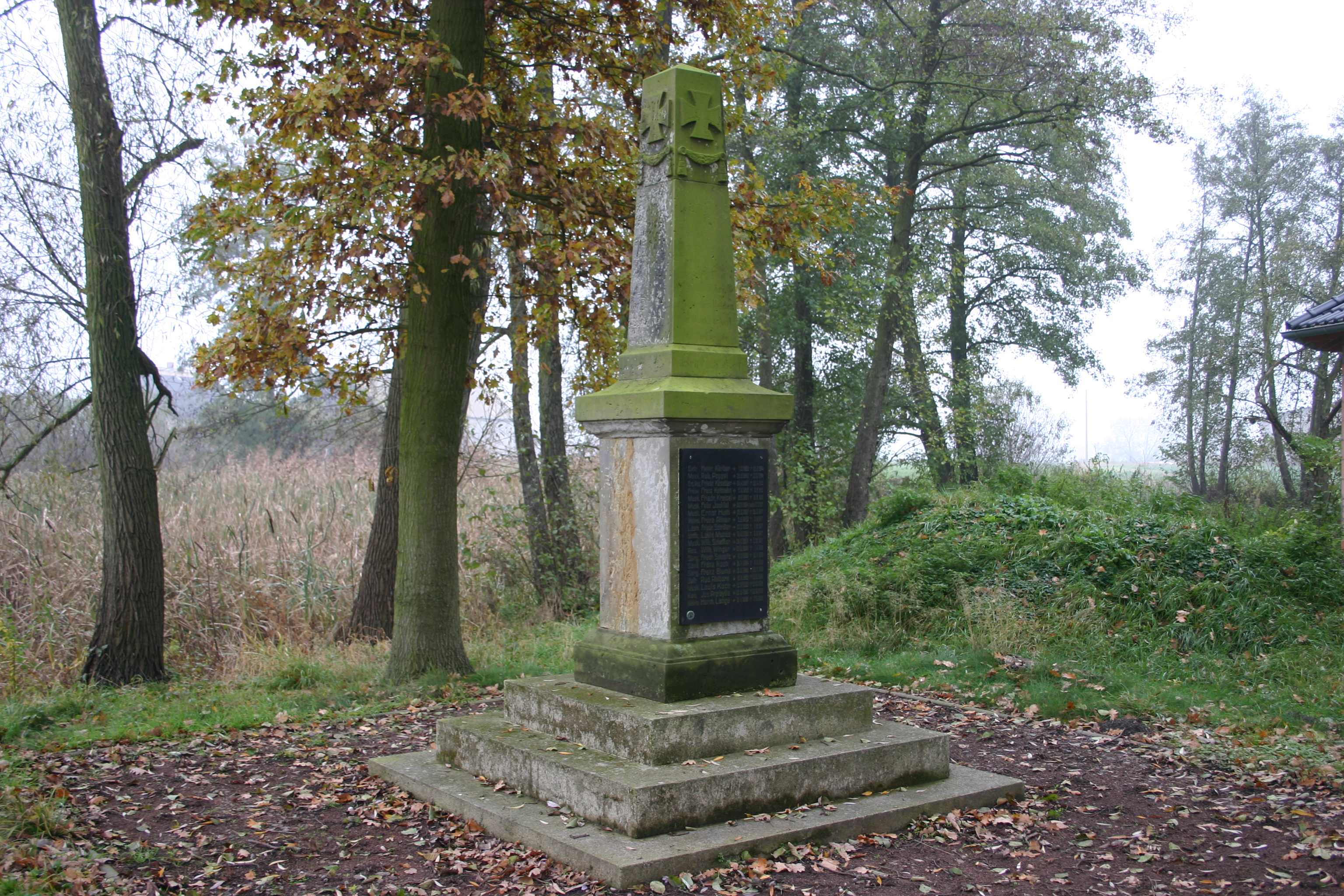
beautiful griesen

گریزن (به آلمانی: Griesen) یک منطقهٔ مسکونی در آلمان است که در ارانینباوم-وورلیتس واقع شده‌است. گریزن ۳۵۳ نفر جمعیت دارد.